# 派拉蒙国内传媒网
派拉蒙傳媒網絡（Paramount Media Networks），以前被称为“MTV網絡（MTV Networks）”和“维亚康姆傳媒網絡（Viacom Media Networks）”以及“维亚康姆CBS国内傳媒網絡（ViacomCBS Domestic Media Networks）”，是派拉蒙全球的美国国内大众传媒事业部门，负责派拉蒙全球旗下诸多电视与互联网品牌的运营。其对应国际事业的姊妹部门为派拉蒙國際網絡。

## 频道列表

### 现有频道
| 所属类别       | 频道名称 |
| 娱乐及青年集团 | 娱乐及青年集团 |
| -------------- | --- |
| 乡村音乐电视网 | 乡村音乐电视台 |
| 乡村音乐电视网 | CMT音乐频道 |
| 音乐电视网     | 音乐电视台 |
| 音乐电视网     | 音乐电视第二台 |
| 音乐电视网     | 音乐电视经典台 |
| 音乐电视网     | 音乐电视第三台 |
| 音乐电视网     | 音乐电视校园台 |
| 其他           | 喜剧中心频道 |
| 其他           | 标志电视 |
| 其他           | 派拉蒙电视网 |
| 其他           | 流行电视台 |
| 其他           | 史密森尼频道 |
| 其他           | 电视乐土 |
| 其他           | 流行电视第一台 |
| 付费内容集团   | |
| 黑人娱乐电视网 | 黑人娱乐电视台 |
| 黑人娱乐电视网 | 黑人娱乐电视台福音频道 |
| 黑人娱乐电视网 | 黑人娱乐电视台女性频道 |
| 黑人娱乐电视网 | 黑人娱乐电视台嘻哈频道 |
| 黑人娱乐电视网 | 黑人娱乐电视台都市频道 |
| 黑人娱乐电视网 | 黑人娱乐电视台骚灵频道 |
| 黑人娱乐电视网 | BET+流媒体服务 |
| 娱乐时间电视网 | 娱乐时间电视台 - 娱乐时间电视二台 - 秀优频道 - 娱乐时间电视台超越频道 - 娱乐时间电视台极限频道 - 娱乐时间电视台家庭频道 - 娱乐时间电视台次世代频道 - 娱乐时间电视台女性频道 |
| 娱乐时间电视网 | 电影频道 - 电影频道Xtra |
| 娱乐时间电视网 | 菲利克斯电视网 |
| 儿童与家庭集团 | |
| 尼克儿童电视网 | 尼克儿童频道 - 尼克尼特 |
| 尼克儿童电视网 | 尼克少年频道 - 头脑 |
| 尼克儿童电视网 | 尼克音乐频道 |
| 尼克儿童电视网 | 尼克卡通频道 |
| 尼克儿童电视网 | 尼克青少频道 - 尼克重播频道 |

## 其他资产

### 互联网
通过派拉蒙媒體網絡，将其拥有的互联网资产转由其运营，例如：MTV新闻和绝妙电视。维亚康姆CBS国内传媒网还曾在2000年代后期运营过一个虚拟世界系统——虚拟MTV（Virtual MTV）。除此之外，它还曾拥有尼奥宠物、原子娱乐、点评教授网等网站，但都在2000年代和2010年代关闭或出售给其他公司。

### 电子游戏
2006年，维亚康姆集团以1.75亿美元收购了Harmonix，这是一家专注音乐游戏的电子游戏工作室，同时它也是《吉他英雄系列》的最初开发商。随后，这家公司便推出了《摇滚乐队》系列游戏。同年，维亚康姆还收购了面向游戏的通讯平台Xfire。
2010年，Harmonix被单独剥离出售给一家投资公司，从此成为一家独立的游戏工作室。同年被出售的还有。
2011年，维亚康姆成立了一家内部游戏公司——345游戏（345 Games），这家公司主要致力于开发基于喜剧中心和音乐电视网属性的游戏。

## 国际事业
派拉蒙國際電視網是派拉蒙媒體網絡的下属事业部门，其总部分别位于纽约、伦敦、华沙和布宜诺斯艾利斯等地。该事业部门由MTV、尼克儿童频道、喜剧中心、流行电视第一台和Colors等组成。
派拉蒙國際電視網由以下电视网络组成：
- 派拉蒙欧亚非電視網（英语：Paramount Networks EMEAA）
  - 派拉蒙北欧電視網
  - 派拉蒙南欧、中东及非洲電視網
- 派拉蒙亚太電視網
  - 十号电视网控股（英语：Ten Network Holdings）
  - 维亚康姆18（英语：Viacom 18）
- 派拉蒙美洲電視網（英语：Paramount Networks Americas）[9]

派拉蒙國際電視網網此前的旗下品牌还包括TMF和VIVA音乐频道，以及Nitrome、震荡波（Shockwave）、瘾游戏（Addicting Games）、Atom.com和Xfire等数字资产。目前这些资产或被合并，或被关停及出售。